# Лумала Абду
Лумала Абду (англ. Lumala Abdu, нар. 21 липня 1997) — угандійський футболіст, фланговий півзахисник, нападник єгипетського клубу «Пірамідс» і національної збірної Уганди.

## Клубна кар'єра
Народився 21 липня 1997 року. Юнаком перебрався до Швеції, де отримав дозвіл на перебування в Міграційному управлінні країни. Виступами за одну з місцевих аматорських команд привернув увагу представників друголігового клубу «М'єльбю», з яким 2015 року уклав свій перший професійний контракт. 
Наступного року перейшов до вищолігового «Кальмара», в основній команді якого не закріпився і протягом 2017—2019 років на умовах оренди грав за команди «Варбергс БоІС», «Гельсінгборг», «Вернамо» та «Сиріанска».
2019 року знайшов варіант продовження кар'єри в Єгипті, ставши гравцем команди «Пірамідс», куди його запросив колишній очільник тренерського штабу збірної Уганди француз Себастьян Десабр.

## Виступи за збірну
2019 року дебютував в офіційних матчах у складі національної збірної Уганди.
У складі збірної був учасником Кубка африканських націй 2019 року в Єгипті, де взяв участь у всіх чотирьох іграх своєї команди, яка припинила боротьбу на стадії 1/8 фіналу.